# برينت كايت
برينت كايت (بالإنجليزية: Brent Kite)‏ هو لاعب دوري الرغبي أسترالي، ولد في 7 مارس 1981 في كوينبيان في أستراليا.

## روابط خارجية
- برينت كايت على موقع ItsRugby.co.uk (الإنجليزية)